# Mbandjock (Haute-Sanaga)
Mbandjock es una comuna camerunesa perteneciente al departamento de Haute-Sanaga de la región del Centro.
En 2005 tiene 21 076 habitantes, de los que 18 771 viven en la capital comunal homónima.
Se ubica sobre la carretera N1 a orillas del río Sanaga, unos 100 km al noreste de Yaundé.

## Localidades
Comprende la ciudad de Mbandjock y las siguientes localidades:
- Biboto
- Mekomba
- Minkouma
- Ndjore
- Ndo
- Ndokoa
- Nio-Baboute